# St. Margaretha (Ellmosen)

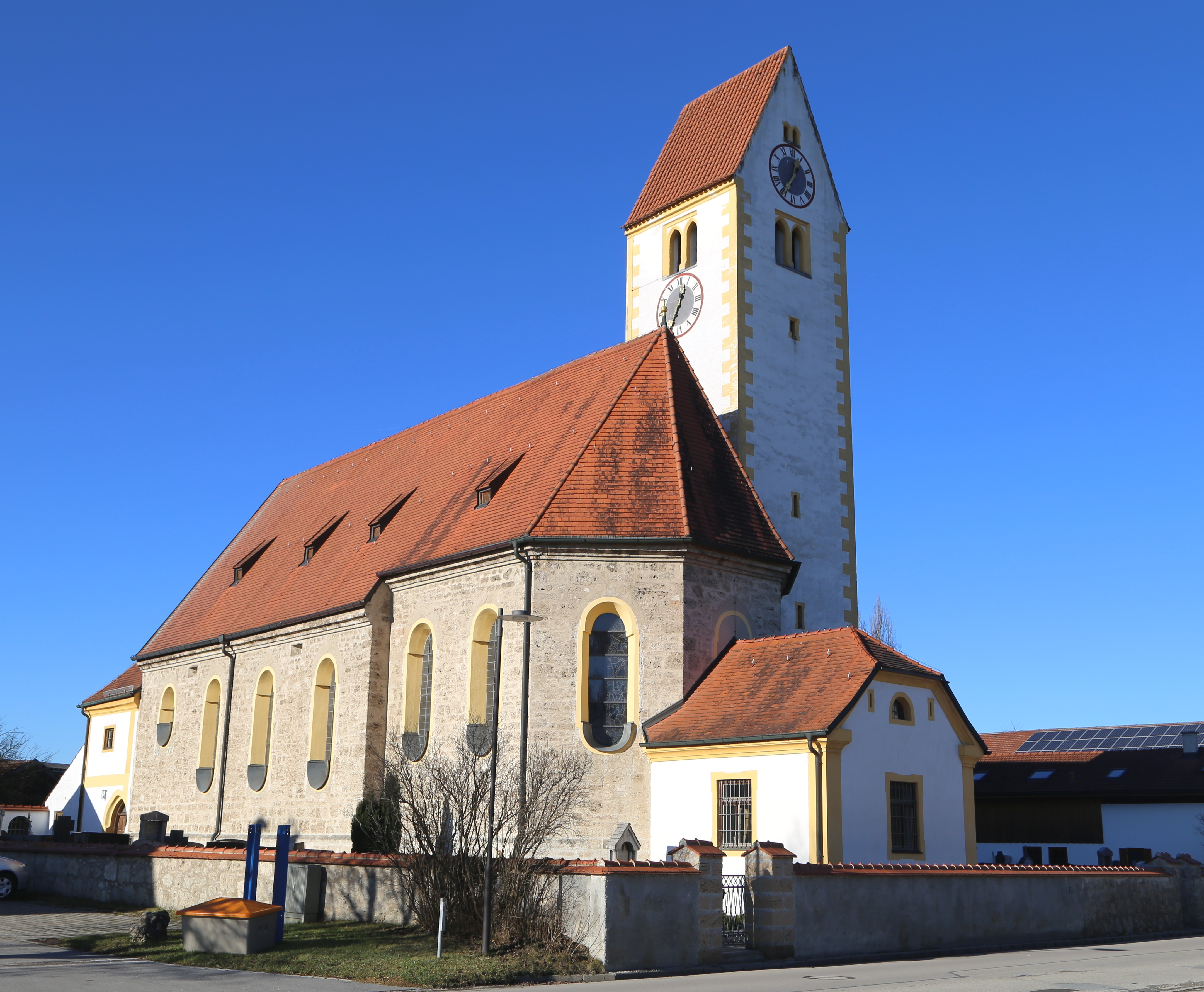
St. Margaretha in Ellmosen

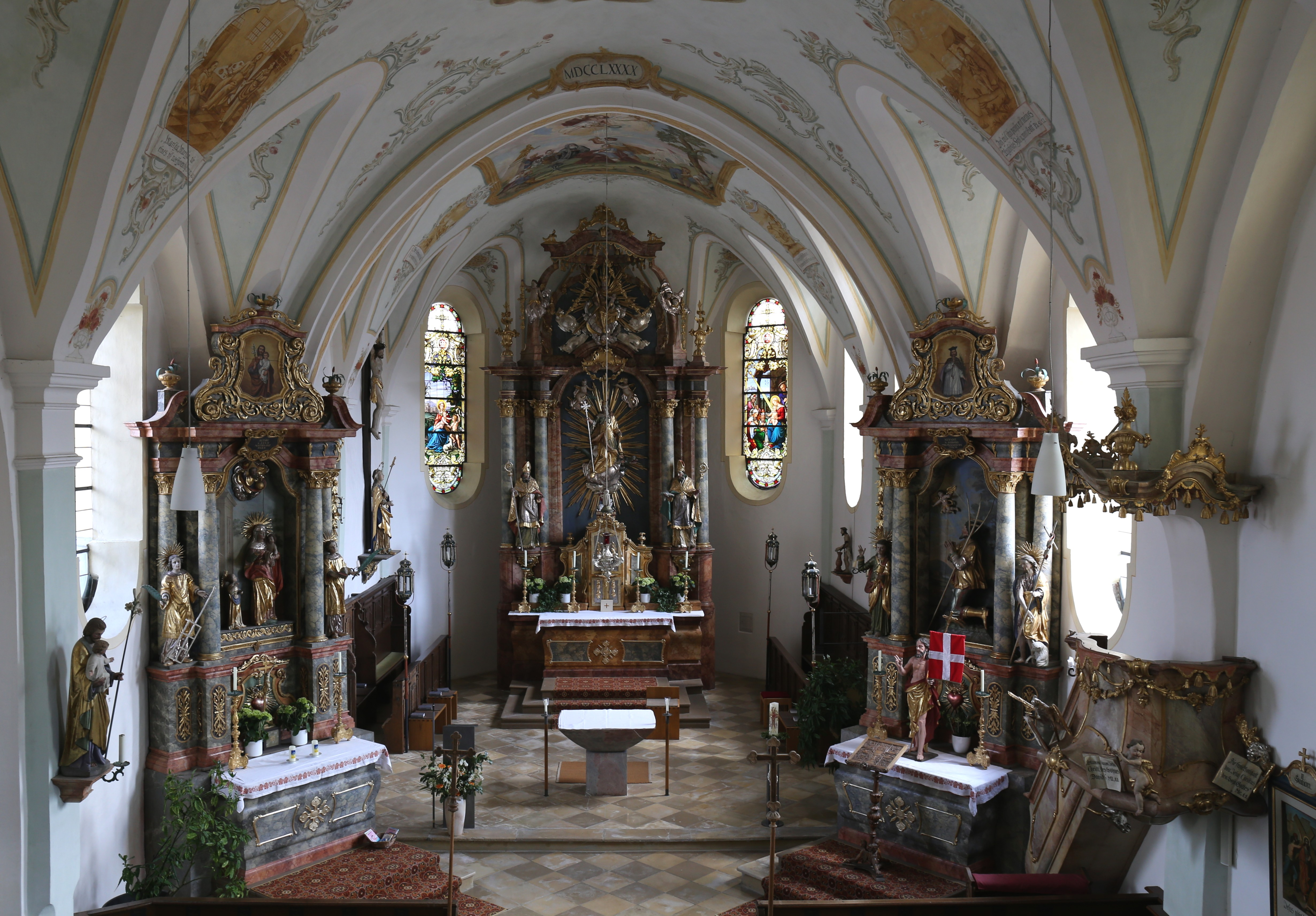
Innenraum

Die römisch-katholische Filialkirche St. Margaretha steht in Ellmosen, einem Gemeindeteil der Stadt Bad Aibling im oberbayerischen Landkreis Rosenheim. Das Bauwerk ist in der Liste der Baudenkmäler in Bad Aibling als Baudenkmal unter der Nr. D-1-87-117-106 eingetragen. Die Kirche gehört zum Dekanat Rosenheim im Erzbistum München und Freising.

## Beschreibung
Die im 15. Jahrhundert errichtete gotische Saalkirche aus Quadermauerwerk wurde um 1677 barockisiert. Sie besteht aus einem Langhaus mit vier Jochen, einem eingezogenen, dreiseitig geschlossenen Chor im Osten, einer Sakristei, die in der zweiten Hälfte des 19. Jahrhunderts an die Ostwand des Chors angebaut wurde, einem Vorzeichen im Westen. Der im Kern gotische Chorflankenturm an der Nordwand des Chors enthält in seinen oberen Geschossen den Glockenstuhl und die Turmuhr. 
Der Innenraum des Langhauses ist mit einem Stichkappengewölbe überspannt. Auf den Fresken an der Decke ist ein Werkzyklus über Margareta von Antiochia dargestellt. Joseph Götsch baute um 1790 den Hochaltar und die Kanzel. Die Orgel auf der oberen Empore wurde 2008 von Frenger & Eder errichtet.